# 青哌环素
青哌环素（“Penimepicycline”和“mepicycline penicillinate”皆为其国际非专利药品名称）又称为“青哌四环素”或“青霉素V甲哌四环素”。青哌环素是一种能与tRNA结合，从而达到抑菌的效果的联合抗生素，是四环素类抗生素中甲哌四环素的青霉素V盐。